# Gryllotalpa brachyptera
Gryllotalpa brachyptera là một loài dế trũi, bản địa Úc (New South Wales và Sydney).

## Hình ảnh

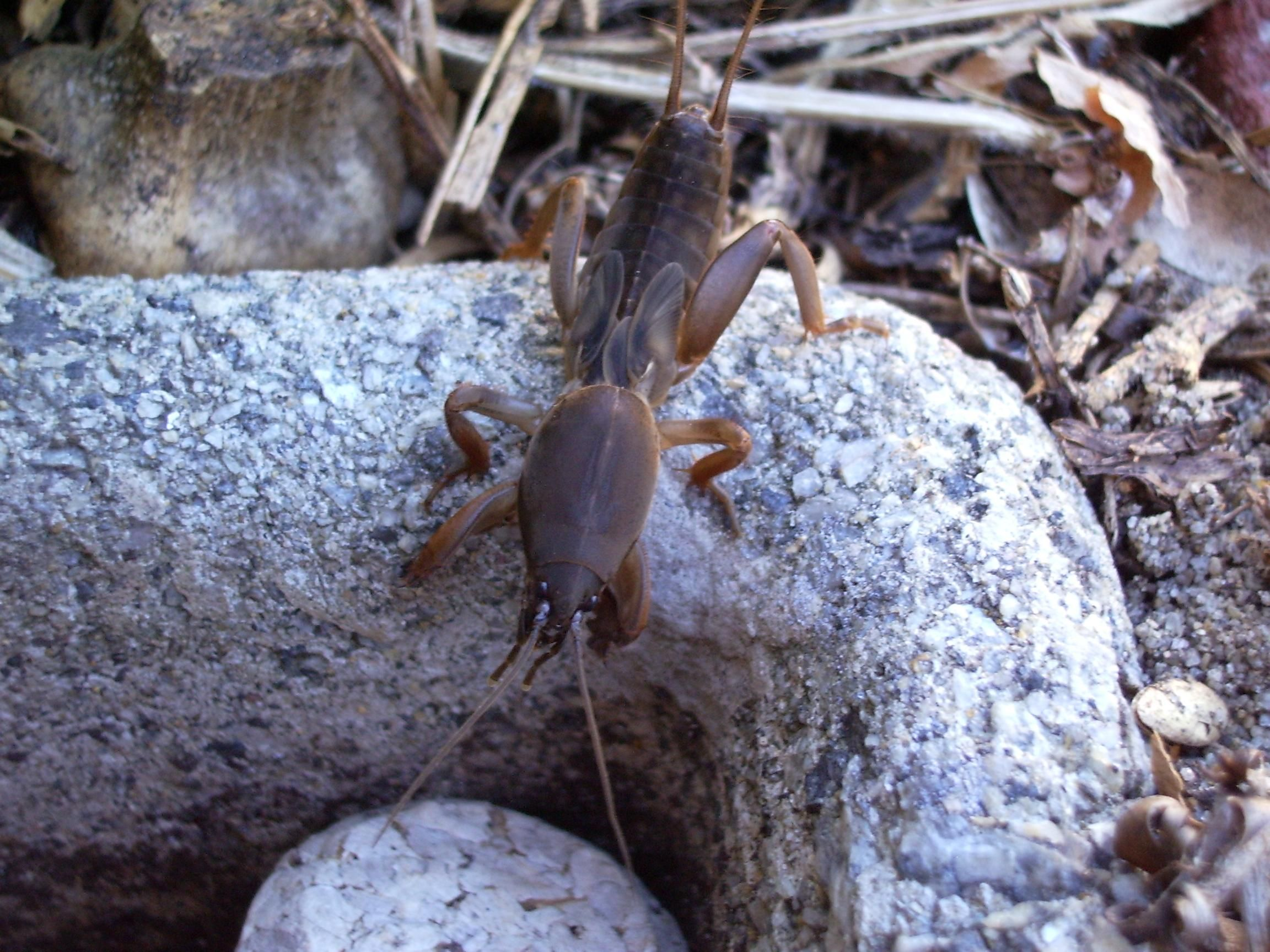
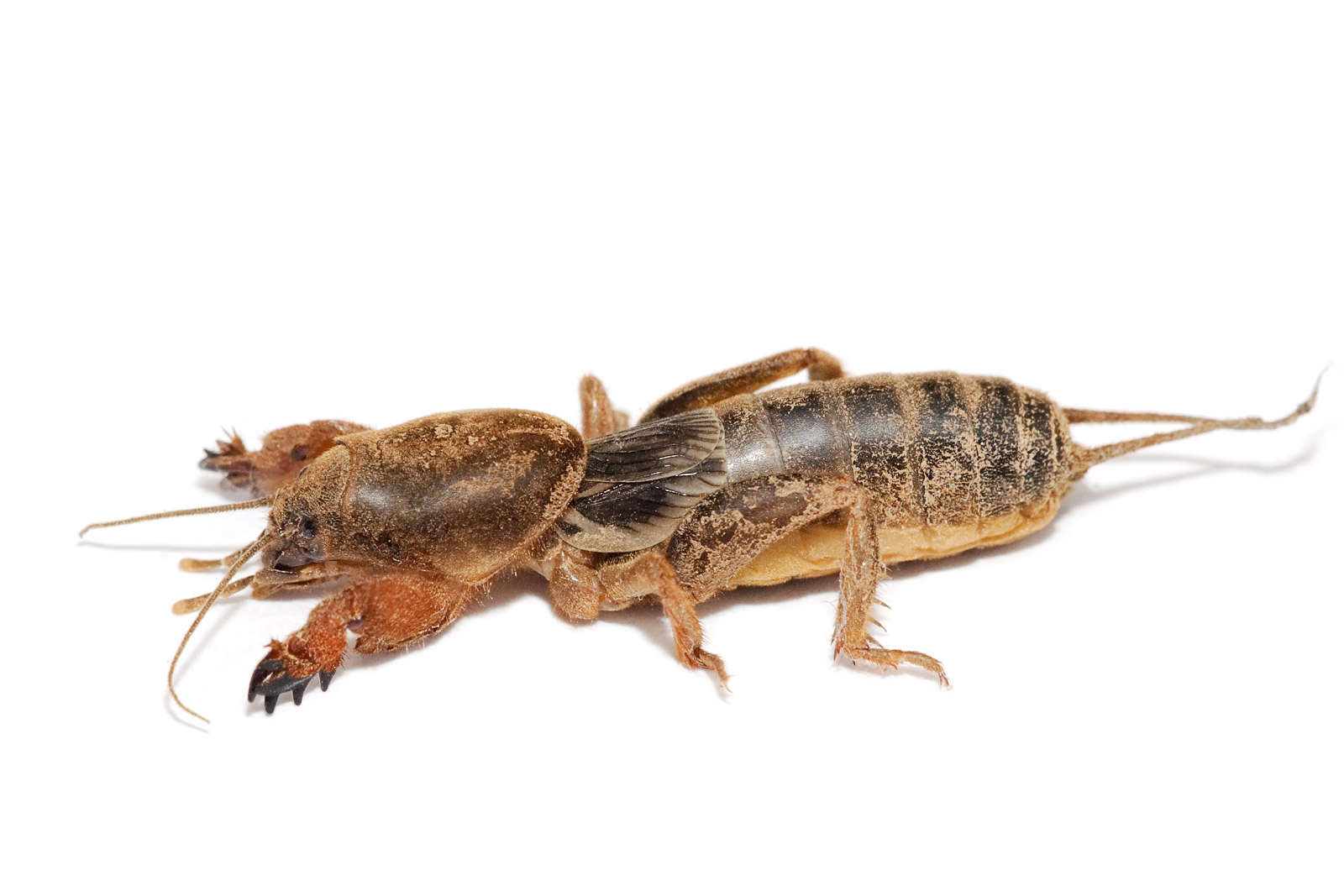